# Championnat d'Afrique féminin de basket-ball des moins de 16 ans 2011
Navigation
Mali 2009 Mozambique 2013
Le championnat d'Afrique féminin de basket-ball des moins de 16 ans 2011 se déroule à Alexandrie en Égypte du 22 au 30 juillet 2011. Il s'agit de la deuxième édition de la compétition, instaurée en 2009.

## Équipes participantes

### Qualifications
6 équipes, issues des différentes zones de qualification du Championnat d'Afrique U16, sont qualifiées pour cette compétition.
| Mode de qualification                                  | Places | Nations qualifiées |
| ------------------------------------------------------ | ------ | ------------------ |
| Hôte du championnat d'Afrique U16 2011                 | 1      | Égypte             |
| Qualifications Championnat d'Afrique U16 2011 (Zone 1) | 2      | Algérie Tunisie    |
| Qualifications Championnat d'Afrique U16 2011 (Zone 2) | 1      | Mali               |
| Qualifications Championnat d'Afrique U16 2011 (Zone 6) | 2      | Angola Mozambique  |

## Rencontres

### Premier tour
Légende des classements
- Qualifié pour les demi-finales

| Rang | Équipe     | Pts | J | G | P | Pp  | Pc  | Diff |  | Résultats (dom.\ext.) |   |       |       |       |       |       |
| ---- | ---------- | --- | - | - | - | --- | --- | ---- |  | --------------------- | - | ----- | ----- | ----- | ----- | ----- |
| 1    | Égypte     | 10  | 5 | 5 | 0 | 392 | 204 | 188  |  | Égypte                |   | 77-34 | 53-45 | 89-56 | 83-27 | 90-42 |
| 2    | Tunisie    | 9   | 5 | 4 | 1 | 279 | 262 | 17   |  | Tunisie               | - |       | 50-28 | 55-50 | 78-52 | 62-55 |
| 3    | Mali       | 8   | 5 | 3 | 2 | 254 | 229 | 25   |  | Mali                  | - | -     |       | 55-53 | 61-29 | 65-44 |
| 4    | Angola     | 7   | 5 | 2 | 3 | 291 | 296 | -5   |  | Angola                | - | -     | -     |       | 70-40 | 62-57 |
| 5    | Algérie    | 6   | 5 | 1 | 4 | 211 | 335 | -124 |  | Algérie               | - | -     | -     | -     |       | 63-43 |
| 6    | Mozambique | 5   | 5 | 0 | 5 | 241 | 342 | -101 |  | Mozambique            | - | -     | -     | -     | -     |       |

### Tableau final
|  | Demi-finales    | Demi-finales    | Demi-finales    | Demi-finales    |                               |        | Finale          | Finale          | Finale          | Finale          |
|  |                 |                 |                 |                 |                               |        |                 |                 |                 |                 |
|  | 29 juillet 2011 | 29 juillet 2011 | 29 juillet 2011 | 29 juillet 2011 |                               |        | 30 juillet 2011 | 30 juillet 2011 | 30 juillet 2011 | 30 juillet 2011 |
|  | 1               | Égypte          | 72              | 72              |                               |        | 30 juillet 2011 | 30 juillet 2011 | 30 juillet 2011 | 30 juillet 2011 |
|  | 1               | Égypte          | 72              | 72              |                               |        | 30 juillet 2011 | 30 juillet 2011 | 30 juillet 2011 | 30 juillet 2011 |
|  | 4               | Angola          | 41              | 41              |                               |        | 30 juillet 2011 | 30 juillet 2011 | 30 juillet 2011 | 30 juillet 2011 |
|  | 4               | Angola          | 41              | 41              | Égypte                        | Égypte | 54              | 54              |                 |                 |
|  | 29 juillet 2011 |                 |                 |                 | Égypte                        | Égypte | 54              | 54              |                 |                 |
|  |                 |                 | Mali            | Mali            | 66                            | 66     |                 |                 |                 |                 |
|  | 2               | Tunisie         | Mali            | Mali            | 66                            | 66     | 54              | 54              |                 |                 |
|  | 2               | Tunisie         |                 |                 |                               |        |                 | 54              |                 |                 |
|  | 3               | Mali            | 72              | 72              |                               |        |                 |                 |                 |                 |
|  | 3               | Mali            | 72              | 72              | Match pour la troisième place |        |                 |                 |                 |                 |
|  |                 |                 |                 |                 |                               |        |                 |                 |                 |                 |
|  | 30 juillet 2011 |                 |                 |                 |                               |        |                 |                 |                 |                 |
|  | Angola          | Angola          | 59              | 59              |                               |        |                 |                 |                 |                 |
|  | Angola          | Angola          | 59              | 59              |                               |        |                 |                 |                 |                 |
|  | Tunisie         | Tunisie         | 55              | 55              |                               |        |                 |                 |                 |                 |
|  | Tunisie         | Tunisie         | 55              | 55              |                               |        |                 |                 |                 |                 |

## Classement final
| Place                       | Équipe     | Vict.-Déf. |
| --------------------------- | ---------- | ---------- |
| Médaille d'or, Afrique      | Mali       | 5 - 2      |
| Médaille d'argent, Afrique  | Égypte     | 6 - 1      |
| Médaille de bronze, Afrique | Angola     | 3 - 4      |
| 4                           | Tunisie    | 4 - 3      |
| 5                           | Algérie    | 1 - 4      |
| 6                           | Mozambique | 0 - 5      |

- Qualification pour la Coupe du Monde U17 2012

## Récompenses
MVP de la compétition (meilleure joueuse) Soraya Degheidy
Meilleur cinq de la compétition
- Soraya Degheidy
- Wafa Loubiri
- Rosa Gala
- Maïmouna Diallo
- Khouloud Akroute